# حقوق الإنسان في الإمبراطورية الإيرانية
استمرت الإمبراطورية الإيرانية، خلال عهد أسرة بهلوي، في الفترة من 1925 إلى 1979. خلال ذلك الوقت، استخدم اثنان من الملوك - رضا شاه بهلوي وابنه محمد رضا شاه بهلوي - الشرطة السرية والتعذيب والإعدام لخنق المعارضة السياسية. في بعض الأحيان تم وصف سلالة بهلوي بأنها «ديكتاتورية ملكية»،  أو «حكم رجل واحد». وفقًا لأحد تاريخ استخدام الدولة للتعذيب من قبل إيران، فقد تفاوتت إساءة معاملة السجناء أحيانًا خلال عهد بهلوي.
 

في حين أن قام نظام الشاه بانتهاك الدستور، «ضرب القوانين الأساسية بعرض الحائط» وحقوق الإيرانيين، كان أحد شكاوى الثوار،   اقترح البعض أن سجل الشاه في مجال حقوق الإنسان كان أفضل من سجل الثوار الذين أطاح به. وفقًا للمؤرخ السياسي إرفاند إبراهيم. 
 "في حين تم إعدام أقل من 100 سجين سياسي بين عامي 1971 و 1979، تم إعدام أكثر من 7900 بين عامي 1981 و 1985. ... كان نظام السجون مركزياً وتوسع بشكل كبير. . . كانت الحياة في السجون في عهد الجمهورية الإسلامية أسوأ بكثير مما كانت عليه في عهد البهلويين. كتب أحد نجا أن أربعة أشهر تحت حكم السجان أسد الله لاجيفاردي قد قضى أربع سنوات تحت حكم سافاك. في أدب السجن من عهد بهلوي، كانت الكلمات المتكررة "ملل«و» رتابة«. في ذلك الجمهورية الإسلامية، كانوا» الخوف"، "الموت"، "الإرهاب"، "الرعب«، والأكثر شيوعا من جميع» كابوس«(قابوس).»  

## فترة حكم رضا شاه

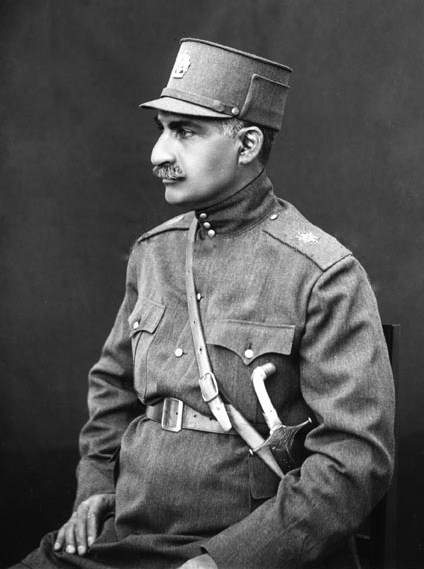
رضا شاه ، مؤسس سلالة بهلوي

## فترة حكم محمد رضا شاه

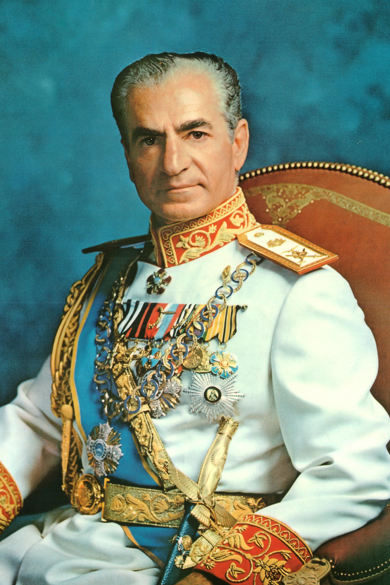
محمد رضا بهلوي ، شاه الثاني من سلالة بهلوي

محمد مصدق ، داعية الديمقراطية الإيرانية ورئيس الوزراء المخلوع في عهد أسرة بهلوي.

### تشريح
كانت تقييمات المؤرخين لسجل شاه في مجال حقوق الإنسان أكثر لطفًا من الروايات المعاصرة. ما يقدر ب 380،  ليس 15000 متظاهر قتلوا خلال مظاهرات يونيو 1963 في إيران، بعضهم مسلح. وجد تقرير بتكليف (ولكن لم ينشر) من قبل مؤسسة الشهداء أن إجمالي عدد القتلى في الاشتباكات بين المتظاهرين وجيش الشاه / قوات الأمن خلال الأشهر الأربعة عشر من أكتوبر 1977 إلى فبراير 1979 ليس 60.000 لكن 2781   من بين الآلاف الذين قُتلوا على أيدي مرتزقة إسرائيليين في ساحة جلة يوم الجمعة الأسود، يبدو الآن أن 84 قتيلاً  أيدي قوات إيرانية ولكن من منطقة كردية (يتحدثون باللغة الكردية وليس العبرية).
بعد الثورة والمراقبة والتجسس الداخليين، لم يتم إلغاء استخدام التعذيب من أجل التراجع العام بل تم توسيعه. تم استبدال سافاك بـ جهاز "أكبر بكثير"  وهو سافاما،  (تم تغيير اسمها لاحقًا إلى وزارة الاستخبارات). يضع أبراهاميان جمهورية إيران الإسلامية في نفس "الرابطة" مثل "روسيا الستالينية، والصين الماوية، و "محاكم التفتيش في أوروبا الحديثة المبكرة"، في "استخدامها المنهجي" للتعذيب لإنتاج انتقادات علنية من قبل السجناء السياسيين.
يعتقد آخرون (مثل الصحفي هومان مجد) أن الخوف من الحكومة وأجهزة الأمن كان أكثر انتشارًا في ظل نظام الشاه الراحل، وأن أجهزة المخابرات للجمهورية الإسلامية، «رغم أنها في بعض الأحيان وحشية مثل الشاهدين، لا تنفق الكثير من الجهد في الشرطة التعبير السياسي الحر»، داخل المساحات الخاصة. ما إذا كان هذا التساهل هو نتيجة عدم القدرة على القيام بما فعله الشاه. ووفقًا لأكبر جانجي، فإن «مفاهيم الديمقراطية وحقوق الإنسان قد ترسخت بين الشعب الإيراني» مما يجعل «من الصعب جدًا على الحكومة ارتكاب جرائم». في كتابه عن فترة الإصلاح خلال رئاسة محمد خاتمي، أشار الأكاديمي الإيراني الأمريكي أرزو أوسانلو إلى أن «مفاهيم الحقوق الليبرالية أصبحت مهيمنة تقريبًا في إيران اليوم». ويشرح مجد نفسه التسامح النسبي للجمهورية الإسلامية من خلال الادعاء بأنه إذا كانت أجهزة المخابرات الإيرانية «تعتقل أي شخص يتحدث عن الحكومة بشكل سري، فلن يتمكنوا من بناء خلايا بسرعة كافية لاحتجاز أسرى هم».